# المرشح الريكشوري
«المرشح الريكشوري» (بالإنجليزية:The Rickchurian Mortydate) هي الحلقة العاشرة والأخيرة من الموسم الثالث من الأمريكية الخيال العلمي المسلسل التلفزيوني ريك ومورتي يتبع اسمية حفيد وجده الثنائي لأنها عداء مع رئيس الولايات المتحدة. الحلقة، التي أخرجها أنتوني تشون وكتبها منتج المسلسل مايك ماكماهان، تم بثها على أدلت سويم في 1 تشرين الأول 2017.

## الحبكة
يدعو الرئيس ريك ومورتي لهزيمة وحش في الأنفاق تحت البيت الأبيض، وهو ما يفعله بجهد ضئيل. منزعجًا من أنه يناديهم باستمرار دون أي امتنان، يعودون إلى المنزل للعب ماينكرافت، وسرعان ما اكتشف الرئيس ذلك. تؤدي الحجة الناتجة إلى معركة غرور تبلغ ذروتها في قتال في البيت الأبيض بين ريك وأمن الرئيس. في هذه الأثناء، خشية أن تكون مستنسخة من صنع ريك، تجتمع بيث مع جيري لمعرفة الحقيقة. بعد فترة وجيزة، تجتمع العائلة بأكملها للاختباء من ريك، لكنه يتعقبهم. يقدم ريك في النهاية إلى جيري مرة أخرى باعتباره أحد أفراد العائلة.
ينهي ريك صراعه مع الرئيس بالتظاهر بأنه «ريك صيد الأسماك», وريك من واقع مختلف، والدعوة إلى الهدنة. تنتهي الحلقة بسعادة العائلة للالتقاء معًا مرة أخرى، باستثناء ريك الذي يشعر بخيبة أمل بشأن فقدان مركزه المهيمن. في مشهد ما بعد الاعتمادات، يعود السيد Poopybutthole للاعتذار عن عدم الظهور في الموسم الثالث، لكنه تزوج ولديه زوجة وابن. ينهي المشهد بالقول إنه سيكون انتظارًا طويلًا حتى الموسم الرابع.

## إنتاج
في 20 سبتمبر 2017, تم الكشف عن عنوان الحلقة «المرشح الريكشوري» من قبل The Futon Critic . تم الإعلان عن اعتمادات الكتابة والإخراج من قبل مايك مكمهان وأنتوني تشون، على التوالي، عند بث الحلقة.
الحلقة من بطولة جستن رويلاند في دور ريك سانشيز ومورتي سميث، وكريس بارنيل في دور جيري سميث، وسارة تشالك في دور بيث سميث، وسبينسر جرامير في دور سمر سميث. في الحلقة أيضًا، يصرح رويلاند بأنه قام بصوت السيد بوبيبتهول، الممثل كيث ديفيد أدى صوت رئيس الولايات المتحدة، شخصية رئيسية في الحلقة، وتارا سترونغ يصور رئيسة ميجا جارجانتوانز، الأنواع الغريبة.

## استقبال

### المشاهدة بالأرقام
شاهد الحلقة 2.60 مليون مشاهد أمريكي في تاريخ بثها

### استقبال نقدي
قال جو ماتار من دن أوف جيك إن نهاية الموسم «لم تكن حلقة مضحكة بشكل رهيب» وإنها «انشغلت قليلاً في الكشف عن نفسها. كان هذا في الغالب موسمًا قويًا للغاية، ولكن هذه النهاية كانت تدافعًا مجنونًا لترتيب طلاق بيث وجيري بينما كان ريك يتجول مع الرئيس.»
انتقد جيسي شيددين من آي جي إن الحلقة وأشاد بها، قائلاً إن "المرشح الريكشوري" ليست الحلقة الأكثر دراماتيكية أو مدمرة عاطفياً على الإطلاق، لكنها لا تزال طريقة ممتعة لا تُنسى لإنهاء الموسم الأكثر انتقائية في العرض حتى الآن. بدأ التنافس العنيف بين ريك والرئيس في نهايته، بينما أعطت أزمة استنساخ بيث الحلقة الدراماتيكية التي احتاجتها. أفضل ما في الأمر، أن هذه الحلقة منحت ريك نوع العقاب الذي يحتاجه بعد سلوكه الشرير في الموسم الثالث."